# Margarida d'Oingt
Margarida d'Oingt, (probablement 1240 – 11 de febrer de 1310) és una religiosa cartoixana, mística i escriptora que va deixar diferents obres en llatí i francoprovençal. Va ser venerada localment fins a la Revolució Francesa (1789), tot i que Margarida, mai no ha estat canonitzada ni beatificada.

## Biografia
Provenia de la família noble d'Oingt de Beaujolais, que es va extingir en 1382 per falta d'un hereu home.
La data de naixement de Margarida és desconeguda; només se sap que va començar a escriure en 1286 i es va convertir en priora en 1288. El seu pare, Guichard de Oingt, l'esmentà en el seu testament en 1297. Va morir l'11 de febrer de 1310 
Margarida d'Oingt va professar a l'orde de la Cartoixa. Des 1288, es va convertir en la quarta priora del monestir de Poleteins (situat prop de Mionnay, al Dombes). Aquesta casa havia estat fundada el 1238 per Margarida de Bagé, muller des del 1218 d'Humbert V de Beaujeu per a les monges que viuen d'acord amb els costums dels cartoixans. Avui dia només resta un sol edifici.
Amb Maria de França (1160-1210) i Christine de Pisan (1364-1430), Margarida d'Oingt és un de les primeres escriptores de les que tenim rastre de França. Monja cultivada, escriví en llatí una Pagina meditationum (Meditacions) en 1286. També és l'autora de dos textos característics particularment notables en francoprovençal. Es tracta de "Li Via seiti Biatrix, virgina de Ornaciu" (una hagiografia de Beatriu d'Ornacieux, una monja de Parmènia) i del "Speculum" ("Mirall"). Aquest últim va tenir l'aprovació del capítol general de l'orde dels cartoixans.

## Iconografia
El cor de l'església d'Oingt inclou vuit talles de cares, que s'identifiquen amb els dels membres de la família de Guichard IV d'Oingt, el pare de Marguerite, de composició coneguda per la voluntat de Guichard IV conservat a l'Arxiu Nacional (P 1360 n ° 888). D'acord amb la interpretació tradicional, la setena cara començant des del nord podria ser la de Margarida; altres representen Guichard IV, la seva esposa Margarida, i els seus altres fills Guichard, Louis, Catherine, Agnes i Isabella. Aquest seria un exemple rar de retrat gòtic de l'escultura religiosa.